# Campionat del món de ciclisme en pista de 1999
El Campionat Mundial de Ciclisme en Pista de 1999 es va celebrar a Berlín (Alemanya) entre el 20 i el 24 d'octubre de 1999. Les competicions es van celebrar al Velòdrom de Berlín. En total es va competir en 12 disciplines, 8 de masculines i 4 de femenines.

## Resultats

### Masculí
| Prova                     | Or | Argent                                                                     | Bronze                                                                          |
| Velocitat individual      | Laurent Gané · França                                                                                            | Jens Fiedler · Alemanya                                                    | Florian Rousseau · França                                                       |
| Velocitat per equips      | França · Laurent Gané · Florian Rousseau · Arnaud Tournant                                                       | Regne Unit · Chris Hoy · Craig MacLean · Jason Queally                     | Alemanya · Sören Lausberg · Stefan Nimke · Eyk Pokorny                          |
| Persecució individual     | Robert Bartko · Alemanya                                                                                         | Jens Lehmann · Alemanya                                                    | Mauro Trentini · Itàlia                                                         |
| Persecució per equips     | Alemanya · Guido Fulst · Robert Bartko · Daniel Becke · Jens Lehmann · Christian Lademann (q) · Olaf Pollack (q) | França · Cyril Bos · Philippe Ermenault · Francis Moreau · Jérôme Neuville | Rússia · Vladislav Boríssov · Edouard Gritsoun · Aleksei Màrkov · Denís Smislov |
| Quilòmetre contrarellotge | Arnaud Tournant · França ·                                                                                       | Shane Kelly · Austràlia ·                                                  | Stefan Nimke · Alemanya ·                                                       |
| Cursa per punts 40 km     | Bruno Risi · Suïssa ·                                                                                            | Vassil Iàkovliev · Ucraïna ·                                               | Ho-Sung Cho · Corea del Sud ·                                                   |
| Keirin                    | Jens Fiedler · Alemanya                                                                                          | Anthony Peden · Nova Zelanda                                               | Laurent Gané · França                                                           |
| Madison 50 km             | Isaac Gálvez · Joan Llaneras · Espanya ·                                                                         | Jimmi Madsen · Jakob Piil · Dinamarca ·                                    | Andreas Kappes · Olaf Pollack · Alemanya ·                                      |

### Femení
| Prova                     | Or                           | Argent                         | Bronze                       |
| Velocitat individual      | Félicia Ballanger · França   | Michelle Ferris · Austràlia    | Tanya Dubnicoff · Canadà     |
| Persecució individual     | Marion Clignet · França      | Judith Arndt · Alemanya        | Rasa Mazeikyte · Lituània    |
| 500 metres contrarellotge | Félicia Ballanger · França · | Jiang Cuihua · R.P. de la Xina | Ulrike Weichelt · Alemanya · |
| Cursa per punts 25 km     | Marion Clignet · França      | Judith Arndt · Alemanya        | Sarah Ulmer · Nova Zelanda · |

## Medaller
| Pos. | País            | Or | Plata | Bronze | Total |
| 1    | França          | 7  | 1     | 2      | 10    |
| 2    | Alemanya        | 3  | 4     | 4      | 11    |
| 3    | Espanya         | 1  |       |        | 1     |
| 3    | Suïssa          | 1  |       |        | 1     |
| 5    | Austràlia       |    | 2     |        | 2     |
| 6    | Nova Zelanda    |    | 1     | 1      | 2     |
| 7    | R.P. de la Xina |    | 1     |        | 1     |
| 7    | Dinamarca       |    | 1     |        | 1     |
| 7    | Regne Unit      |    | 1     |        | 1     |
| 7    | Ucraïna         |    | 1     |        | 1     |
| 11   | Itàlia          |    |       | 1      | 1     |
| 11   | Corea del Sud   |    |       | 1      | 1     |
| 11   | Canadà          |    |       | 1      | 1     |
| 11   | Rússia          |    |       | 1      | 1     |
| 11   | Lituània        |    |       | 1      | 1     |